# ATL’s Finest
ATL’s Finest jest debiutanckim albumem amerykańskiego rapera J-Bo. Został wydany 15 kwietnia 2008 roku. Gościnnie na płycie udziela się Lil Scrappy.

## Lista utworów
| #  | Tytuł                                          | Wykonawca         |
| -- | ---------------------------------------------- | ----------------- |
| 1  | "ATL’s Finest"                                 | J-Bo              |
| 2  | "Look at Me Now"                               | J-Bo              |
| 3  | "Make Me Rich"                                 | J-Bo              |
| 4  | "I'm a Problem"                                | J-Bo              |
| 5  | "A-Town"                                       | J-Bo              |
| 6  | "Another Level - Lil Jon & The East Side Boyz" | J-Bo              |
| 7  | "Pull It Off the Lot"                          | J-Bo              |
| 8  | "Back to You"                                  | J-Bo              |
| 9  | "Bottle of Patron"                             | J-Bo              |
| 10 | "My Life"                                      | J-Bo              |
| 11 | "After the Show"                               | J-Bo              |
| 12 | "I'm Still a Problem"                          | J-Bo, Lil Scrappy |
| 13 | "HerringBone Jones"                            | J-Bo              |